# Fritz Bötel
Fritz Bötel (geboren am 21. Juli 1896 in Celle; gestorben am 14. November 1984 ebenda oder Frankfurt am Main) war ein deutscher Lehrer, Jurist, Maler und Radierer, Grafiker, Heraldiker und Exlibriskünstler. Seine Werke signierte er teils mit F. Bötel oder seinem Monogramm F.B.

## Leben
Fritz Bötel studierte nach seinem Schulbesuch an der Kunsthochschule Kassel. Er arbeitete anschließend als Kunsterzieher in Hannover, Verden und Celle. Dort schuf er zahlreiche Stadtansichten. Ab 1926 – und mit Unterbrechungen – bis 1960 wirkte der Kunstmaler und Radierer als Mittelschullehrer.
Ab 1939 schuf Bötel mindestens vier mit jeweils 50 Reichsmark entgoltene Illustrationen für das „Goldene Buch“ seiner Geburtsstadt, das auch als „Ehrenbuch“ bezeichnet wird. Den Folgeauftrag anlässlich der Einweihung des neuen Ratskellers musste er ablehnen, aufgrund seiner Einberufung zur Wehrmacht zum 28. August 1939 – wenige Tage vor Beginn des Zweiten Weltkrieges. Dennoch konnte Bötel im Mai 1940 eine Eintragung in Celles Goldenem Buch vornehmen.
In der Nachkriegszeit arbeitete Bötel wieder als Grafiker und machte sich „als Exlibris-Künstler auch international einen Namen.“
Bötel war Mitglied der Celler Künstlervereinigung sowie von 1947 bis 1963 Mitglied der Celler Ortsgruppe des Bundes Bildender Künstlerinnen und Künstler. Er starb 1984 im Alter von 88 Jahren.

## Bekannte Werke (Auswahl)
- Alt-Hannover. Originalradierungen von Fritz Bötel. Kreuzgiebel-Verlag, Hannover-Herrenhausen 1945.